# 凯尔特人之梦
凯尔特人之梦（西班牙语：El sueño del celta）是秘鲁作家巴尔加斯·略萨的一部小说。
该书于2010年11月3日在马德里美洲之家博物馆的一场庆典上与读者见面，同一天在书店上架。它在西班牙成为畅销书，并且是第24屆瓜达拉哈拉国际书展上最受欢迎的图书。
该书是爱尔兰民族主义者罗杰·凯斯门特（1864-1916）生平的小说化。